# Ward-Takahashi-Identität
Die Ward-Takahashi-Identität, benannt nach dem britischen Physiker John Clive Ward und dem japanischen Physiker Yasushi Takahashi, ist eine Relation zwischen Korrelationsfunktionen in der Quantenelektrodynamik. Ihre allgemeine Form erhielten sie 1957 durch Takahashi; der Spezialfall der Ward-Identität war bereits 1950 durch Ward aufgestellt worden.
Der Fall nichtabelscher Eichtheorien ist verwickelter, hier hat man die Slawnow-Taylor-Identitäten.

## Allgemein
Die Ward-Takahashi-Identität lässt sich aus den Dyson-Schwinger-Gleichungen herleiten und lautet:
{\displaystyle {\begin{aligned}k_{\mu }M^{\mu }\left(k;p_{1},\dots ,p_{n};q_{1},\dots ,q_{n}\right)=&\ e\sum M_{0}\left(p_{1},\dots ,p_{n};q_{1},\dots ,q_{i}-k,\dots ,q_{n}\right)\\&-e\sum M_{0}\left(p_{1},\dots ,p_{i}+k,\dots ,p_{n};q_{1},\dots ,q_{n}\right)\end{aligned}}}
Dabei ist
- {\displaystyle M^{\mu }} die Fourier-Transformierte einer Korrelationsfunktion, die den Dirac-Strom enthält:

{\displaystyle M^{\mu }(k;p;q)=\int \mathrm {d} ^{4}z\prod _{i,j=1}^{n}\mathrm {d} ^{4}x_{i}\mathrm {d} ^{4}y_{j}e^{-\mathrm {i} (zk+\sum y_{j}p_{j}-x_{i}q_{i})}\left\langle \Omega \left|Tj^{\mu }(z)\prod \Psi (x_{i}){\bar {\Psi }}(y_{j})\right|\Omega \right\rangle }
- {\displaystyle M_{0}} die Korrelationsfunktionen, in denen der Impuls des Dirac-Stroms zum Impuls eines ein- bzw. ausgehenden Fermions addiert/subtrahiert wurde:

{\displaystyle M_{0}(p;q)=\int \prod _{i,j=1}^{n}\mathrm {d} ^{4}x_{i}\mathrm {d} ^{4}y_{j}e^{-\mathrm {i} (\sum y_{j}p_{j}-x_{i}q_{i})}\left\langle \Omega \left|T\prod \Psi (x_{i}){\bar {\Psi }}(y_{j})\right|\Omega \right\rangle }

## Ward-Identität
Aus der Ward-Takahashi-Identität lässt sich der Spezialfall der Ward-Identität ableiten, wenn
- {\displaystyle M^{\mu }} ein Matrixelement der Streumatrix ist sowie
- auf der rechten Seite alle ein- und auslaufenden Fermionen on shell sind, also real, beobachtbar und der Energie-Impuls-Relation gehorchend.

Dann heben sich die beiden Terme auf der rechten Seite der Identität unter Zuhilfenahme der LSZ-Reduktionsformel weg, und nur die linke Seite bleibt übrig:
{\displaystyle k_{\mu }M^{\mu }=0}
Die Ward-Identität liefert einen wichtigen Beitrag zur Renormierung der Quantenelektrodynamik, da sie als symmetrieerhaltende Eigenschaft den Divergenzgrad von Photonenschleifen herabsetzt. Dies führt dazu, dass in der Quantenelektrodynamik kein Hierarchieproblem auftritt.